# Лорика серта
Лорика серта (лат. Lorica serta) — древнеримский панцирь (лорика), состоящий из отдельных мелких пластинок, соединенных между собой (вар. ламеллярного доспеха). Выражение lorica serta происходит от глагола serō («связываю», «сплетаю») и означает буквально «связан, сплетенный панцирь». Данных об этом типе доспехов существует крайне мало.
Отдельные чешуи располагали в шахматном порядке, скрепляя их металлическими кольцами, таким образом, чтобы высший ряд частично перекрывал нижний. Панцирь лорика серта следует отличать от похожих древнеримских доспехов: в отличие от панцирей Лорика сквамата он не на тканевой основе, от панциря Лорика плюмата отличается тем, что пластинки прикреплены друг к другу, а не к кольчужной основе, отличие его от панциря Лорика сегментата заключается в мелких отдельных пластинках.